# Abbaye Notre-Dame d'Argentan
Pour les articles homonymes, voir Abbaye Notre-Dame.
 (décembre 2016).
Si vous disposez d'ouvrages ou d'articles de référence ou si vous connaissez des sites web de qualité traitant du thème abordé ici, merci de compléter l'article en donnant les références utiles à sa vérifiabilité et en les liant à la section « Notes et références ».
L’abbaye Notre-Dame-de-la-Place est une ancienne abbaye bénédictine située à Argentan en Normandie et se trouve dédiée à Notre-Dame.
Ses vestiges épargnés par les destructions de 1944 sont remployés par un commerce.
La communauté bénédictine issue d'une fondation de la fin du VIIe siècle occupe un site construit en 1958 à la périphérie d'Argentan.

## Histoire
L’abbaye Notre-Dame d'Argentan a pour première fondation l'abbaye d'Almenêches fondée à la fin du VIIe siècle par saint Évroult. Détruit par les Normands et restauré vers 1060, le monastère adopte la règle de saint Benoît. Réformé par Fontevrault au XVIe siècle puis transféré à Argentan, autour de l'ancienne église Notre-Dame-de-la-Place , par ordre de Louis XV (1736), le monastère, dispersé à la Révolution, se regroupe de nouveau en 1822 à Vimoutiers, puis à Argentan en 1830. La bataille de Normandie le détruit de nouveau en 1944, obligeant les moniales à déménager à Sées.
En 1958, le monastère construit à neuf en bordure de la ville reprend la vie monastique bénédictine. Dans la nef de la nouvelle église abbatiale, on peut voir une Vierge à l'Enfant du XIVe siècle et dans la crypte une importante relique de sainte Opportune (abbesse du VIIIe).

## Spiritualité actuelle
Contemplatives, les moniales d’Argentan chantent chaque jour la messe et l’office divin et s’efforcent dans le travail et les autres activités de chercher Dieu, « l’Unique nécessaire », qui donne tout son sens à leur vie. Elles maintiennent la tradition du chant grégorien.

## Ateliers monastiques contemporains
- Dentelle d'Argentan. Les moniales exercent le point d’Argentan à l'aiguille, dont elles ont l’exclusivité.
- Images sérigraphiées concernant la vie chrétienne, les fêtes liturgiques, les événements familiaux ou les dévotions particulières.
- Textes calligraphiés et enluminures.
- Cassettes et C.D. de chant grégorien.

## Protection des vestiges
Les façades et toitures ainsi que la charpente du XVe siècle, visibles aux 23-25 de la rue Saint-Martin sous l'enseigne commerciale d'un restaurant, sont inscrits au titre des monuments historiques par arrêté du 21 mars 1986.